# Erica Lindsay
Erica Lindsay (* 5. Juni 1955 in San Francisco) ist eine US-amerikanische Jazz-Saxophonistin und Komponistin.

## Leben und Wirken
Erica Lindsays Eltern, beide Lehrer, lebten in den 1960er Jahren in Europa. Sie begann ihr Studium der Komposition bei Mal Waldron in München, als sie fünfzehn Jahre alt war und dort zur Schule ging. Sie spielte in dieser Zeit zunächst Klarinette, später Alt- und Tenorsaxophon. 1973 studierte sie für ein Jahr an der Berklee School of Music in Boston und kehrte dann nach Europa zurück, wo sie ihre Musikerkarriere begann und mit einem eigenen Quartett auf Tournee ging; außerdem arbeitete sie seitdem als Komponistin, Arrangeurin und Solistin. 1979 trat sie mit dem Unique Munich Saxophone Choir (Roman Schwaller, Frank St. Peter, Leszek Zadlo, Roger Janotta, Thomas Faist und Joe Nay) bei den Donaueschinger Musiktagen auf. 
Seit 1980 lebt sie in New York, wo sie Musik für Fernsehen (Tales from the Darkside), Video und Ballett schrieb. Als Saxophonistin arbeitete sie seitdem u. a. mit Melba Liston, Clifford Jordan, Dizzy Gillespie, McCoy Tyner, Reggie Workman, George Gruntz und Pheeroan akLaff. Lindsay komponierte zudem für Theater-, Fernseh- und Tanz-Produktionen und arbeitete mit Dichtern und Performance-Künstlern wie Carl Hancock-Rux, Janice King, Janine Vega, Mikhail Horowitz und Nancy Ostrovsky zusammen. 1989 entstand für das Label Candid Records ihr Debütalbum Dreamer; mitwirkende Musiker waren u. a. Robin Eubanks, Howard Johnson, Francesca Tanksley und Anthony Cox. Sie gehörte auch dem nur aus Frauen bestehenden Sextett UJC Big Apple Jazzwomen an, das von Sharon Freeman geleitet wurde. Sie leitet ihr eigenes Quartett und ist Ko-Leaderin eines Quartetts mit Sumi Tonooka. 
In den 1990er und 2000er Jahren spielte Lindsay mit Oliver Lake, Baikida Carroll, Howard Johnson, Jeff Siegel, Thurman Barker und der Formation Trace Elements aus San Francisco. Sie veröffentlichte  außerdem 2008 ein Album ihres Quartetts, Yes/Live at the Rosendale Cafe. Auch ist sie auf einem Duo-Album mit Ricky Carter (Soulcatcher), zwei Alben von Trace Elements (Parallel Universe bzw. Live at Bruno's) zu hören; zudem erschien eine erste CD ihres gemeinsamen Quartetts mit der Pianistin Sumi Tonooka unter dem Titel Initiation. Erica Lindsay ist außerdem als Visiting Assistant Professor im Rahmen des Programms Music on the Music Faculty am Bard College in Annandale-on-Hudson (New York) tätig.